# Soyons
Soyons ist eine französische Gemeinde mit 2298 Einwohnern (Stand 1. Januar 2022) im Département Ardèche in der Region Auvergne-Rhône-Alpes.

## Geografie
Soyons liegt auf der rechten Seite der Rhone gegenüber von Valence.

## Sehenswürdigkeiten
- die Grotte de Néron, Grotte du Renard und der Tour penchée sind als Monument historique klassifiziert.[1][2]
- Jardin des Trains Ardechois (LGB-Gartenmodellbahn)[3]
- Parc de l Eperviere